# John Duncan
John Stewart Duncan (ur. 17 kwietnia 1958 roku w Dundee w Szkocji) – polityk Brytyjskich Wysp Dziewiczych i Falklandów. gubernator Brytyjskich Wysp Dziewiczych od 15 sierpnia 2014 roku. Tymczasowy gubernator Falklandów i jednocześnie Komisarz Georgii Południowej i Sandwicha Południowego od 27 lutego 2014 roku do 29 kwietnia 2014